# Carmine (quartiere di Brescia)
Il Carmine, nel cuore del quartiere Centro Storico Nord di Brescia, è un’area cittadina con origini antiche che prende il proprio nome dal convento dei frati Carmelitani e dall’attigua chiesa di Santa Maria del Carmine costruita nel 1345. Sorto lungo i canali che anticamente attraversavano la città e ne alimentavano le attività manifatturiere, il Carmine è uno dei rioni più caratteristici del centro storico grazie alla compresenza di realtà socioculturali, generazionali ed etniche differenti.

## Contesto urbano

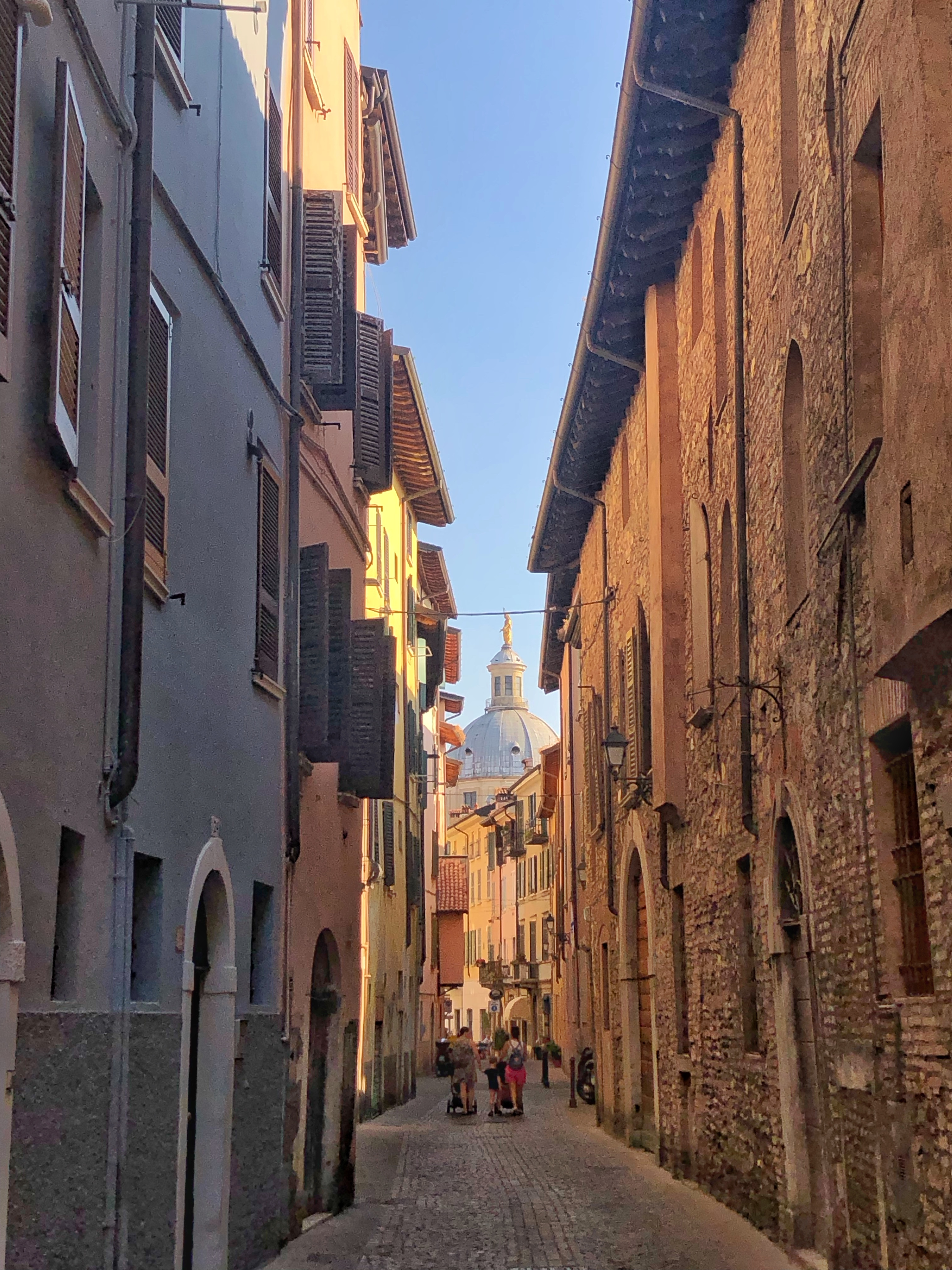
Scorcio di una delle vie del Carmine.

I quartieri della città di Brescia, 30 nel 1972 e in seguito 33 a partire dal 2014, sono legati a specifiche parrocchie di riferimento ed organizzati grazie ad organismi di rappresentanza, a carattere consultivo e propositivo, denominati consigli di quartiere. La zona del Centro Storico Nord, all'interno del quale si colloca il Carmine, è delimitata da via Leonardo da Vinci a nord, da via Castello e da Piazza Loggia ad est, da via Dante e da via Cairoli a sud, da via Fratelli Ugoni e da via Tartaglia ad ovest. Quest'area è inoltre connessa a tre diverse chiese: quella di San Faustino, di San Giovanni e di Sant’Agata.  Il Carmine corrisponde all’area compresa tra: via Porta Pile a nord, via delle Battaglie a ovest, corso Mameli a sud e via San Faustino ad est. Secondo l’antica suddivisione urbanistica composta da quartieri e quadre, questa specifica area coinciderebbe con le vecchie quadre terza e quarta di San Faustino. I confini amministrativi, tuttavia, non corrispondono pienamente alla realtà sociale, storica ed urbanistica:  il Carmine ha assimilato ed omogeneizzato nel corso degli anni vie e zone limitrofe come via delle Grazie ad ovest e l'area alle pendici del colle Cidneo, ovvero contrada Santa Chiara e via Gasparo da Salò situate ad est rispetto a via San Faustino. Dunque, com'è comunemente inteso, il termine Carmine si riferisce a un'area più vasta che include le vie menzionate in precedenza, sebbene la zona strettamente associata ad esso corrisponderebbe alla più piccola area evidenziata in giallo nell'immagine sottostante.

## Geografia fisica
Geograficamente il Carmine si trova alle pendici occidentali del colle Cidneo, alla sommità del quale è ubicato il Castello di Brescia. Questa zona pianeggiante è da sempre stata ricca di corsi d’acqua ora interrati; Brescia, infatti: “È una città d’acqua, nota per secoli per essere la città dalle mille fontane, caratterizzata da un fitto reticolo di corsi d’acqua costruiti dall’uomo per contenere e far circolare le acque che hanno rivestito un ruolo fondamentale nella genesi del paesaggio, così come nello sviluppo urbano".

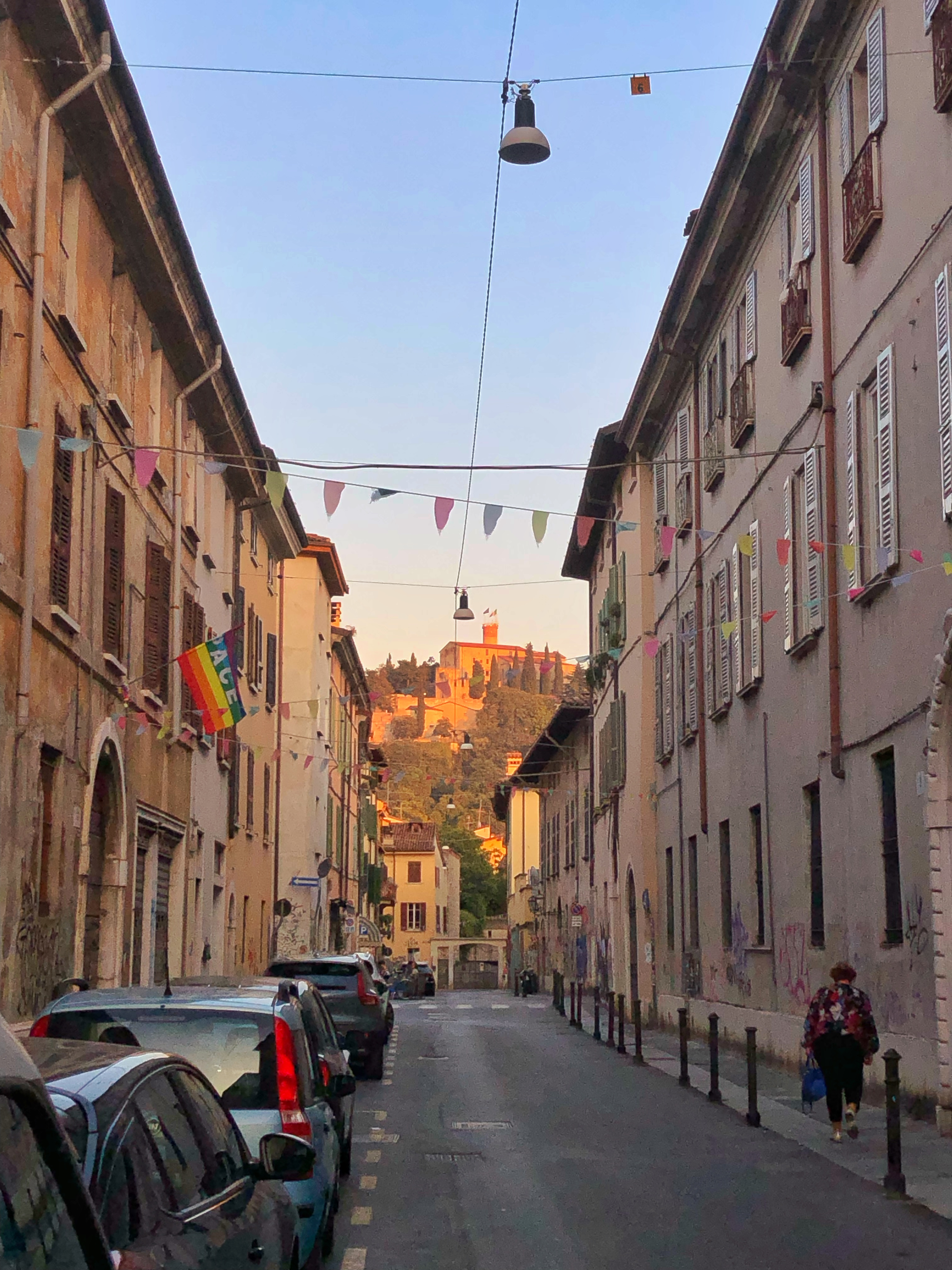
Veduta deI Castello di Brescia dalle vie del Carmine.

L’area occidentale della città era attraversata dalle acque del fiume Garza il quale percorreva, lungo l’attuale via San Faustino, il centro storico da nord a sud. Il fiume Bova, canale derivato dal fiume Mella, invece entrava in città da nord-ovest solcando l’attuale via Nino Bixio e proseguendo attraverso i chiostri e la chiesa di Santa Maria del Carmine sino a confluire nel Garza all’altezza dell’incrocio tra Contrada del Carmine e via San Faustino. Un altro fiume cittadino era il Celato il quale, nato dalla deviazione dell’acquedotto romano della Valle Trompia, entrava in città ad est rispetto al Garza confluendo in quest’ultimo più a sud rispetto al Bova. Infine, il Dragone, canale derivato dal Garza e, in seguito alla deviazione duecentesca di quest’ultimo, alimentato dal Bova, scorreva lungo l’attuale via Battaglie; fu proprio il percorso di quest’ultimo torrente a suggerire nel XII secolo il confine occidentale delle mura della prima cinta medievale. 

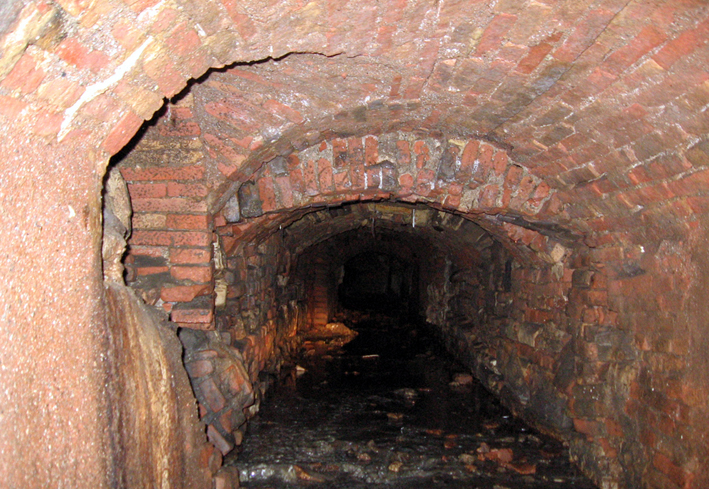
Veduta del fiume sotterraneo Dragone a Brescia (foto dell'associazione di speleologia urbana Brescia underground).

Questi antichi canali e fiumi, non essendo stati prosciugati o deviati ma semplicemente coperti e convogliati tra il Settecento e l'Ottocento per diverse esigenze soprattutto sanitarie ed urbanistiche, sono infatti a tratti visibili sia superficialmente, oltre le mura della città antica, che nel sottosuolo del reticolo viario anche del quartiere. Grazie ai lavori di scavo e valorizzazione condotti dall'associazione di speleologia urbana Brescia Underground, dal 2006 è possibile scoprire e conoscere questo patrimonio geo-storico nascosto ma visibile al di sotto della rete stradale di quest'area della città. Da un punto di vista urbanistico, infatti: "Una fisionomia scandita da una forma liquida, dai confini sfuggenti, sembra aver segnato anima e corpo della contrada: non è causale che le sue strade, costruite seguendo il corso delle acque, spesso non aderiscano alle classiche traiettorie ortogonali". 

## Popolazione
La città di Brescia, dotata di una superficie di 90,34 km², ha 199.344 abitanti (dato aggiornato al 30 aprile 2024).
Per quanto riguarda il Centro Storico Nord e, nello specifico, il quartiere Carmine, l'Ufficio di Diffusione dell’Informazione Statistica di Brescia ha riportato l’andamento della popolazione, suddivisa per sesso, fasce d’età, provenienza e tipologie familiari, considerando un arco temporale che va dal 1992 al 2018 (anno delle ultime analisi condotte dall'Ufficio intorno a questa specifica zona) e confrontandola con le tendenze demografiche dell’intero comune di Brescia.
Grazie a questi studi è stato segnalato come nel settore Centro Storico Nord i residenti al 2018 fossero: 2525 stranieri e 5772 italiani per un totale di 8297 abitanti. Nella zona del Carmine, invece, al 2018 i residenti stranieri erano 1688 (il 36% dei residenti) e quelli italiani 3001 (il 64% dei residenti) per un totale di 4690 abitanti. 
| Dati relativi alla popolazione | numero | anno |
| ------------------------------ | ------ | ---- |
| straniera                      | 1688   | 2018 |
| italiana                       | 3001   | 2018 |
| totale                         | 4690   |      |

| Dati relativi alla popolazione | numero abitanti | anno |
| ------------------------------ | --------------- | ---- |
| staniera                       | 36.364          | 2018 |
| italiana                       | 159.780         | 2018 |
| totale                         | 196.134         |      |

L'ufficio comunale ha analizzato l'andamento della popolazione nel quartiere Carmine tra il 1992 e il 2018, concentrandosi in particolare sulla crescita della popolazione straniera, la quale ha rappresentato una componente demografica rilevante negli ultimi decenni. Durante questo periodo, infatti, la presenza di residenti stranieri è aumentata significativamente passando dal 9% nel 1992 al picco massimo del 40,8% nel 2013. Parallelamente, il 2001 è stato l'anno in cui la popolazione totale del quartiere ha raggiunto il suo massimo storico con 5.341 abitanti.
Nel 2018, il quartiere Carmine ha registrato alcune importanti variazioni demografiche. La popolazione con cittadinanza italiana è cresciuta dell'1,2%, mentre quella con cittadinanza straniera ha registrato una lieve diminuzione dell'1,0%. Questo cambiamento ha comportato una leggera riduzione della percentuale di residenti stranieri sul totale della popolazione, dal 36,4% nel 2017 si è scesi infatti al 35,9% nel 2018. È interessante notare, inoltre, come a livello comunale la popolazione straniera al 2018 rappresentava il 18,5% del totale degli abitanti di Brescia (36.364 stranieri su 196.134 abitanti complessivi), mentre nel 1992 questa percentuale era solo dell'1,8%.
Esaminando la distribuzione della popolazione in Carmine per fasce d'età nel 2018 emerge invece come: per quella tra 0-14 il 46% dei residenti era costituito da stranieri, in quella tra 15-64 anni gli stranieri rappresentavano il 39% della popolazione, mentre tra i 65 anni e oltre solo il 7,5% era straniero.
Confrontando questi dati con l'intera città di Brescia, si nota una distribuzione leggermente diversa della popolazione straniera nel 2018. A livello cittadino, infatti, gli stranieri costituivano il 30% della popolazione nella fascia 0-14 anni, il 23% nella fascia 15-64 anni e solo il 2,9% tra i 65 anni e oltre.
L'indice di vecchiaia, il quale misura il rapporto tra la popolazione anziana e quella giovane, riflette ulteriormente queste differenze. Nel complesso, l'indice di vecchiaia per l'intera città di Brescia era di 190, con un valore di 262,4 per gli italiani e 18,4 per gli stranieri. Nel quartiere Carmine, invece, l'indice complessivo era più basso, pari a 104,2, con un valore di 178,4 per gli italiani e 17 per gli stranieri.
Per quanto riguarda la composizione delle comunità straniere nel quartiere Carmine nel 2018, le nazionalità più rappresentate erano quelle delle Filippine, seguite da Bangladesh, Egitto, Pakistan, Senegal, Ucraina e India. A livello cittadino, invece, le prime cinque cittadinanze straniere erano Romania, Pakistan, Ucraina, Moldavia e Cina.

## Storia
Durante il periodo medievale, grazie alla presenza di diversi monasteri come quello di San Faustino e di Santa Chiara (ore sedi universitarie) e degli innumerevoli corsi d'acqua, il quartiere era un attivo centro commerciale e artigianale sino al Settecento (erano presenti conciatori di pelle, armaioli, cartai, speziali, produttori di panni di lana, macellai ecc.). A partire dal 1100, nel pieno della rinascita economica della città di Brescia, nella zona si svilupparono mercati, officine, mulini e botteghe attigue ai canali essenziali per garantirne le attività ed i commerci; ancora oggi, infatti, le case del Carmine presentano chiaramente un retaggio di quelle esigenze urbanistiche e commerciali le quali portarono gli edifici a svilupparsi in altezza per la presenza dei canali. Durante l’età medievale e comunale il quartiere conobbe dunque un periodo di grande fioritura economica in grado di attirare e stimolare l'immigrazione dal contado da parte soprattutto di servitù della gleba. Essendo queste zone sempre più economicamente strategiche per la città, nel XII secolo si decise di espandere la cinta muraria includendovi anche l’attuale via Pace e via delle Battaglie.  La forte vocazione commerciale e artigianale, la presenza religiosa radicata nel territorio, si pensi agli ordini dei monaci Benedettini prima e Carmelitani poi, e la compresenza di un’anima sia popolare che nobiliare, saranno solo alcuni di quei tratti caratteristici che il Carmine conserverà sino ai secoli successivi. A partire dal 1200, il dinamismo economico del quartiere sarà ulteriormente arricchito dalla presenza di punti commerciali situati a sud, nelle attuali piazza Loggia e piazza Vittoria, dedicati alla conservazione e alla vendita di prodotti agricoli. In particolare, si svilupperanno i cosiddetti granaroli, ossia i mercati dei cereali, che saranno attivi sotto i portici dell'attuale via X Giornate fin dal XV secolo. Accanto a questo importante settore,  il mercato del pesce, situato nell'area tra le chiese di Sant'Ambrogio e Sant'Agata (oggi piazza Vittoria), il commercio della carne (grazie alla costruzione di un nuovo mattatoio sempre a sud dell'odierna piazza Vittoria) e le attività artigiane del Carmine contribuiranno a trasformare il centro cittadino in un motore fondamentale per l'economia bresciana. Interessante ricordare come: "La commistione tra lavoro, nobiltà e una religiosità radicata a tutti i livelli era del resto sottolineato, e in parte lo è ancora, dai nomi delle vie, soprattutto quelli precedenti o sopravvissuti al 1909, anno in cui si attuò una revisione della toponomastica cittadina che spazzò via tutte una serie di denominazioni sedimentate da secoli". Ancora oggi, infatti, a testimonianza delle attività commerciali di un tempo rimangono rua Sovera, la quale rimanda ai sojari (i costruttori dei soi, ovvero i mastelli), e rua Confettora derivante dai confettori, ovvero i conciatori di pelli.

Affreschi sulla facciata di Palazzo Caprioli in via Capriolo.

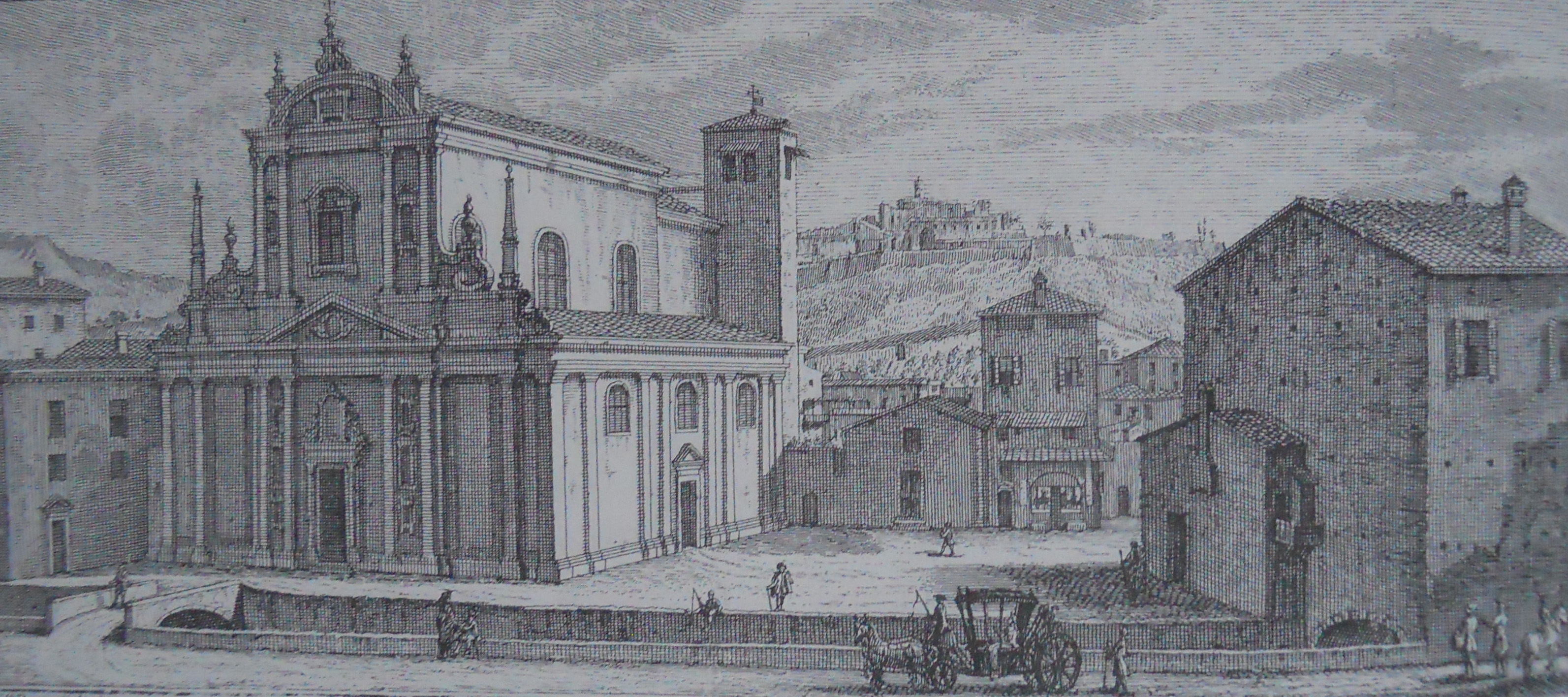
Incisione del Settecento raffigurante via San Faustino ed il canale che l'attraversava.

Durante la dominazione veneta della città, durata dal 1426 al 1797 (trattato di Campoformio), la popolazione del Carmine crebbe esponenzialmente per l'emigrazione dalle campagne sia di contadini poveri in cerca di mansioni che di famiglie signorili, come gli Averoldi, i Calini o gli Avogadro, costrette a spostare la propria residenza nelle mura per assicurarsi la cittadinanza bresciana.  A partire da questo periodo, la zona si caratterizzerà per una nuova composizione socio-economica che genererà un ambiente variegato e complesso, nonché forme durature di squilibrio tra la popolazione residente e le potenzialità economiche locali. Interessante ricordare come il carattere multietnico del quartiere, evidente sino ai giorni nostri, fosse data soprattutto dalla presenza dei soldati appartenenti all'esercito veneto i quali provenivano dai diversi domini della Serenissima. Questi fattori, infatti: "Determinano e rafforzano quel carattere popoloso, popolare e ribelle del Carmine che si concretizza nel 1512, quando questo quartiere, dopo una strenua resistenza popolare guidata da Valerio Paitone, è l'ultimo ad arrendersi ai francesi". Durante questo periodo, al pari di tutto il Cinquecento, molte attività artigiane inizieranno a spostarsi verso aree della città corrispondenti all'attuale piazza Vittoria o a corso delle Mercanzie. Nonostante il generale dinamismo, che si mantenne anche durante momenti tragici come quelli causati dalla peste manzoniana, nel Seicento si assistette ad un processo di svuotamento dalle attività artigianali essenziali dal Carmine e ad uno di popolamento di persone in condizioni di povertà e disagio. In questi anni, infatti, il rione iniziò a strutturarsi in aree ancora in parte visibili oggi: quella a nord, tra via Porta Pile e il Ponticello (zona all'angolo tra via San Faustino e Contrada del Carmine), divenne rifugio di diseredati e ceti non abbienti, mentre quella a sud, tra via Capriolo e corso Mameli, mantenne le proprie attività commerciali. Con l'inizio del Settecento, a causa della pressione fiscale veneziana la crisi socio-economica si intensificò portando ad una diminuzione della popolazione. Accanto al conseguente abbandono delle case, portatore di disagio e fatiscenza, ed all'aumento della povertà, svettavano i palazzi nobiliari di quelle ricche famiglie bresciane stanziatesi in Carmine sin dai secoli precedenti; si pensi a palazzo della famiglia Caprioli in via Capriolo n.48, a casa Avogadro in vicolo Due Torri n.15 o al palazzo Bettoni-Cazzago al civico 17 di via Marsala nel quale alloggiarono nel 1796 Napoleone I e Giuseppina e nel 1859 anche Napoleone III.
La tendenza ad allontanare e decentrare i luoghi preposti al commercio e all'artigianato dalle aree del quartiere sarà un fenomeno presente anche durante tutto l'Ottocento; il mercato del grano, ad esempio, verrò spostato dapprima nella zona di via San Faustino e successivamente nei pressi di Porta Torrelunga (oggi piazza Arnaldo) dove nel 1823 verrà costruito il Mercato dei grani. Questo processo economico determinò un tale peggioramento delle condizioni di vita delle classi popolari del centro cittadino tanto da rendere inutili gli interventi istituzionali che dalla prima metà del XIX secolo cercarono di arginare il pauperismo e l'accattonaggio diffusi nel quartiere. Il governo napoleonico (1805-1814) confischerà inoltre i conventi dei frati Carmelitani e Benedettini, sino ad allora centri fondamentali per l'assistenza alle famiglie più povere, trasformandoli in caserme.
Un ulteriore momento critico sarà determinato dalle misure imposte dal governo austriaco le quali liberalizzarono il mercato dei prodotti alimentari in tutto Lombardo-Veneto (1815-1859): questo favorirà il superamento de facto dei generi alimentari a prezzo calmierato portando ad un peggioramento delle abitudini alimentari delle classi popolari. Con la seconda metà del 1800 si aprirà dunque un periodo critico sia dal punto di vista socio-politico che economico: le resistenze anti-austriache, iniziate nel 1848, sconvolsero anche il centro bresciano mentre le novità industriali mineranno l'esistenza delle piccole manifatture artigianali dislocando le principali attività industriali nelle aree extra-urbane. Ne fu da esempio il mattatoio quattrocentesco il quale, insieme alle attività economiche ad esso connesse, venne dislocato presso l'attuale piazzale Cremona anche a seguito delle tante epidemie che invasero Brescia durante quegli anni.

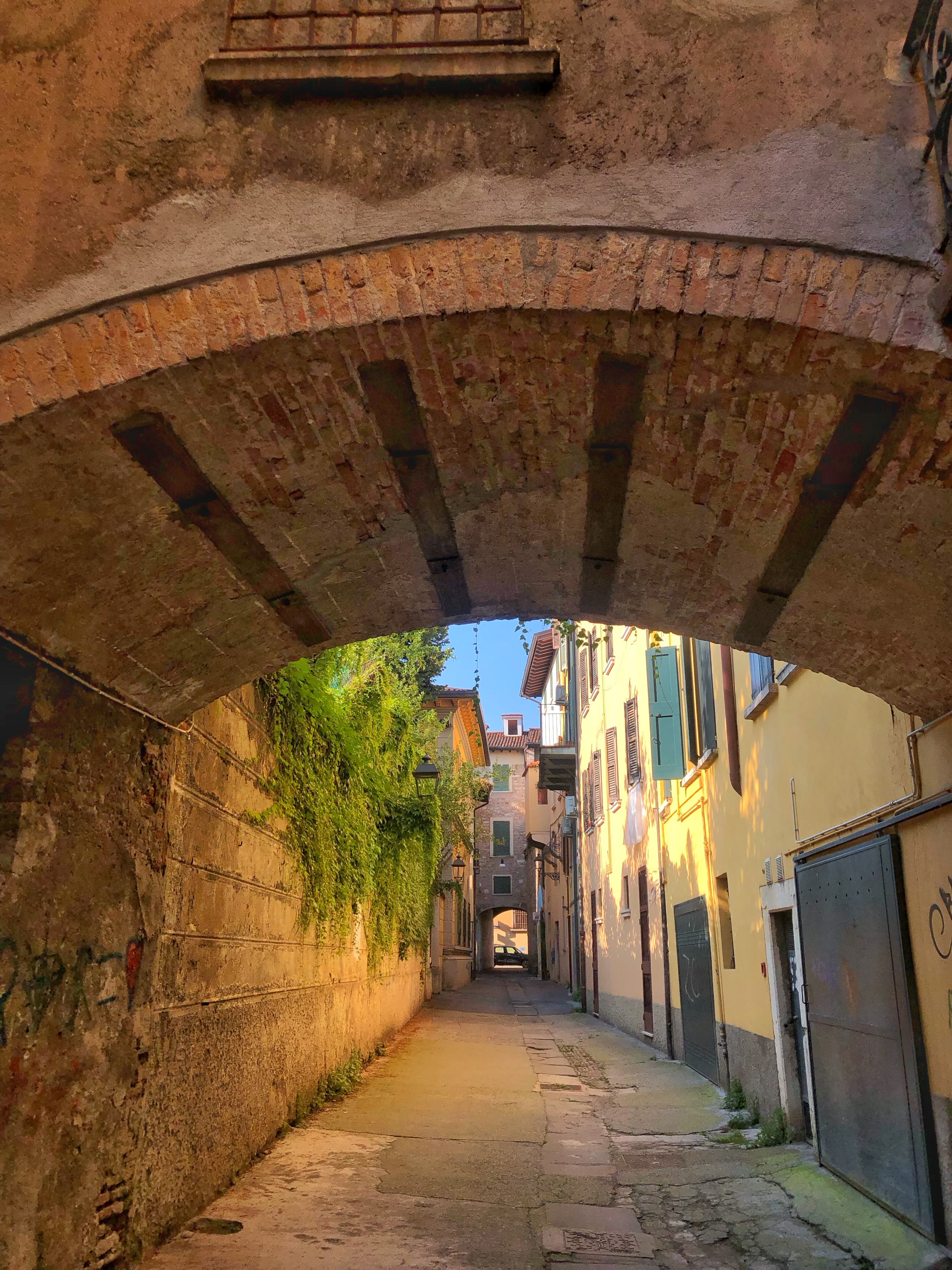
Scorcio di vicolo Tre Archi, sede dell'unico lupanare esistente nel quartiere ad inizio Ottocento.

Nel giro di poco il Carmine venne dunque privato della maggior parte delle proprie imprese artigiane e commerciali smettendo di essere uno dei motori economici della città. A partire dal 1863, l'involuzione socio-economica fu accentuata dalla copertura dei numerosi canali presenti nel quartiere. Questo intervento causò una crisi irreversibile per molte attività che dipendevano da quelle acque, essenziali per sostenere l'economia del quartiere ma anche fonte di malattie, come il tifo diffuso a Brescia tra il 1872 e il 1882, e di problemi igienico-sanitari, poiché nei canali venivano gettati rifiuti e acqua sporca proveniente dalla conciatura delle pelli. Per far fronte al dilagare del colera, nel settembre 1835 la città venne suddivisa in circondari sanitari e vennero istituite commissioni parrocchiali di beneficenza per l'assistenza ai malati e alle loro famiglie. Con la perdita del ruolo economico dell'area, la composizione sociale del quartiere cambiò diventando prevalentemente popolare; Il volto urbanistico e socio-economico del Carmine, infatti, era ormai definitivamente mutato: "Restano così piccoli commercianti e artigiani, lavoratori delle imprese manifatturiere fuori dal centro cittadino privi di fissa dimora ma domiciliati nelle oltre 370 locande di Brescia che, concentrate soprattutto nel Carmine, diventano rifugio abituale di mendicanti, disoccupati e prostitute". Oltre alle malattie, a partire dal XIX secolo iniziò a dilagare il fenomeno della prostituzione la quale, concentrata soprattutto nell'attuale contrada del Carmine, via delle Battaglie, vicolo Due Torri, rua Sovera e via Borgondio, sarà una delle costanti della zona accanto a quello di sovrappopolazione causato dall'ingente immigrazione delle masse popolari provenienti dalla provincia per la presenza di case a buon mercato nel quartiere. La decadenza socio-economica e le difficili condizioni di vita porteranno il quartiere ad affrontare anche processi di disgregazione famigliare, con conseguente aumento del vagabondaggio, di alcolismo e disoccupazione costruendo quel bagaglio di longevi stereotipi riguardanti il Carmine pirata, degradato e malfamato. In ogni caso: "Il generale processo di caratterizzazione di cui il Carmine fu oggetto tra Otto e Novecento è alle origini di quella che per un secolo e oltre sarà una vera e propria frattura tra Brescia e una parte sostanziale del suo cuore storico. Un fenomeno che vedrà schierati da una parte i 'bresciani a modo', intenti a evitare la vista e il contatto con il quartiere, dall'altra un Carmine sempre più abbandonato a se stesso e ai suoi problemi di degrado e sempre più sfruttato come un mondo a sé, organizzato secondo le sue regole ed i suoi codici d'onore, estraneo al resto della comunità cittadina".

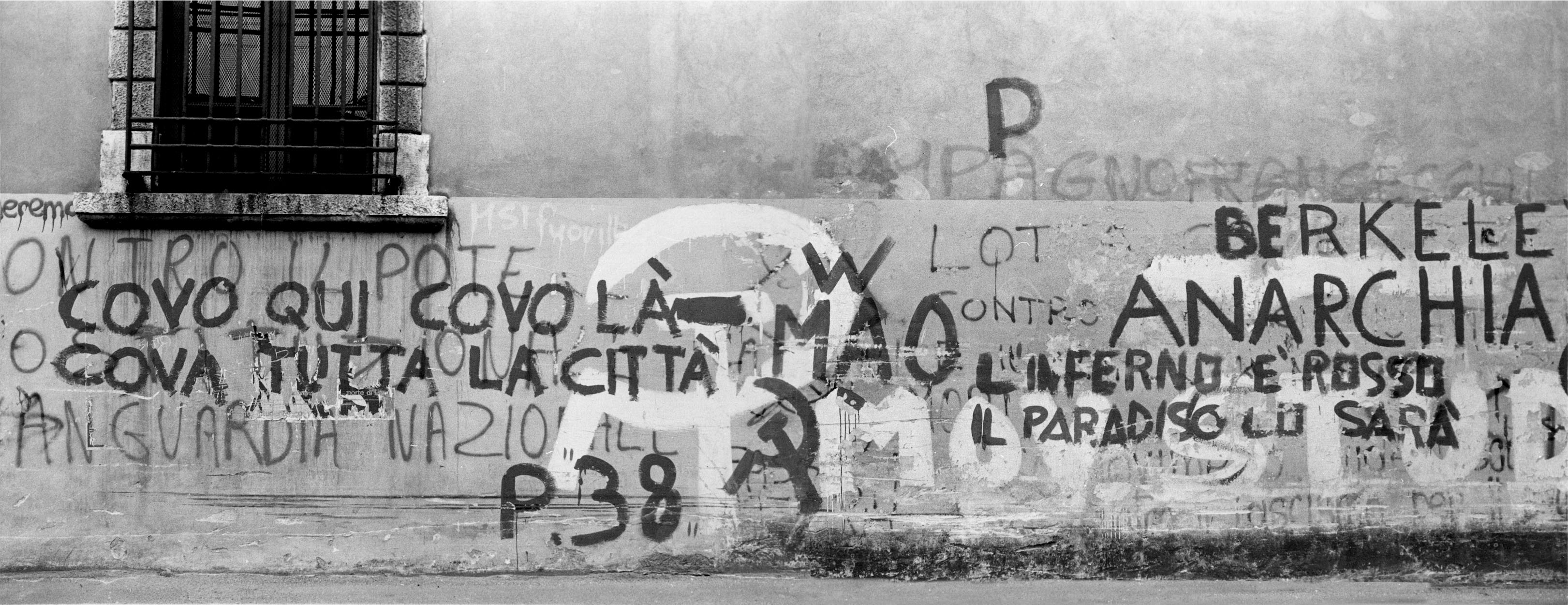
Scritte sui muri del centro storico durante gli anni Settanta.

Durante il Novecento questa nomea accompagnerà e legittimerà prima le politiche demolitrici attuate dal regime fascista, culminate nella distruzione dell'adiacente quartiere delle pescherie per far spazio alla costruzione di piazza Vittoria (inaugurata nel 1932), poi quelle d'abbandono da parte delle istituzioni repubblicane dopo la guerra. Progressivamente, infatti, gli abitanti del Carmine si chiusero a quelle istituzioni le quali, il più delle volte, venivano considerate come soggetti repressivi o non curanti delle problematiche della zona; la storica insofferenza quotidiana nei confronti delle forze di polizia, le quali difficilmente si dispiegano nei vicoli del quartiere ancora oggi, ne è da esempio. Questo carattere ribelle, anti-sistemico ed autogestito, già manifestatesi sia nel 1512 contro i francesi che nel 1849 durante le X giornate di Brescia, emergerà soprattutto con il radicarsi locale dello squadrismo fascista il quale, a partire dalla creazione del Fascio bresciano di combattimento nel 1919 e degli Arditi del popolo nel 1921, contribuirà a rafforzare quello spirito antifascista che da tempo contraddistingue il Carmine ed i suoi abitanti. Nonostante il Novecento, con il suo carico di guerre, dittature e crisi economiche, avesse portato la popolazione a sperimentare la povertà, la fame, la delinquenza e l'abbandono da parte delle istituzioni, il quartiere seppe in parte conservare la propria vocazione artigiana, commerciale e popolare. Fioraie, ghiaccieri, venditori ambulanti di cibo, bevande o animali rimasero infatti presenze costanti sino alla fine del XX secolo caratterizzando ancora il Carmine come un "quartiere dalle molte vie e dai mille lavori" (talvolta anche illeciti o criminali dal momento che erano molto diffusi i piccoli ladri ed i relativi ricettatori).

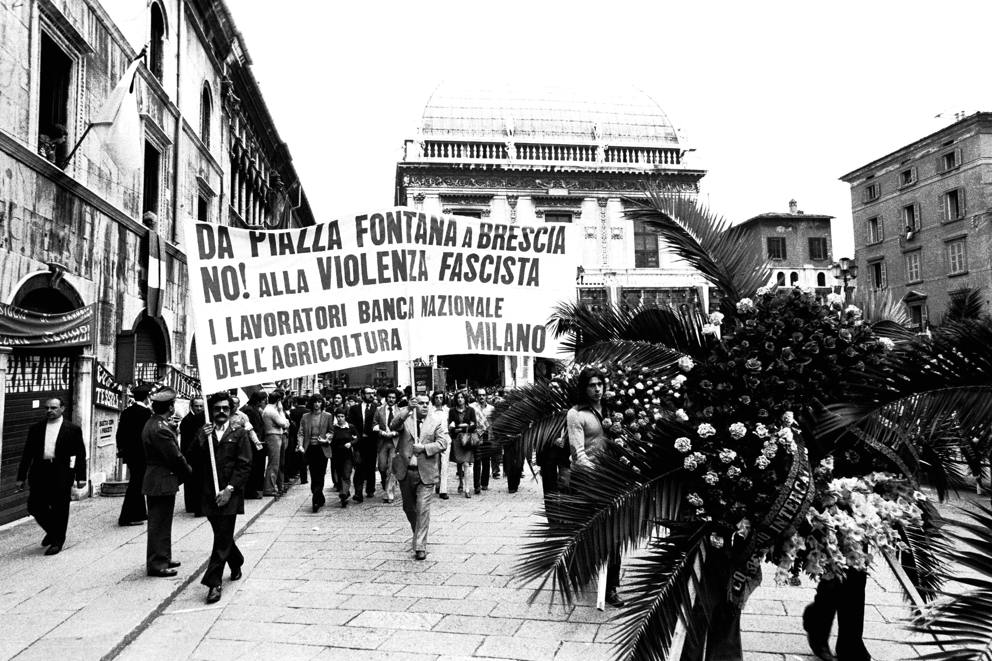
I funerali a seguito della strage di piazza Loggia del 28 maggio 1974.

Come per il resto d'Italia, gli anni Sessanta e Settanta furono decenni complessi e violenti, soprattutto dal punto di vista socio-politico, ed anche a Brescia la quale, il 28 maggio 1974, venne sconvolta dalla strage ordinovista di piazza Loggia. Questo evento segnò indissolubilmente, oltre che la cittadinanza bresciana tutta, anche il carattere democratico, associativo e partecipativo del quartiere Carmine; ogni anno, infatti, accanto alle celebrazioni ufficiali comunali vengono qui organizzati cortei, incontri ed eventi per ricordare criticamente l'evento e le sue otto vittime e mantenerne viva una memoria collettiva consapevole. Il processo che a fine anni Settanta venne caratterizzato dall'abbandono edilizio e dall'esodo di molti degli abitanti del quartiere, con gli anni Ottanta e Novanta verrà accompagnato dall'emergere dal nuovo mercato lucroso e dirompente delle droghe e dal progressivo popolamento da parte di nuove famiglie immigrate, sia italiane che straniere. Così se da una parte: "Il degrado era diventato spopolamento, abbandono, droga ed avvilimento, in cui il Carmine ribelle, povero ma bello, lentamente si era accasciato su se stesso mentre i suoi connotati, compreso quello della criminalità, cambiavano irrimediabilmente", dall'altra permaneva e si rafforzava una solida rete di assistenza ed accoglienza, sia laica che religiosa, ancora oggi presente. Per affrontare alcune di queste problematiche socio-economiche, con l'arrivo dell'università a Brescia (fine anni Settanta e inizio Ottanta), l'amministrazione comunale dal sindaco Cesare Trebeschi cercò di promuovere progetti specifici per risanare, recuperare e valorizzare, sia dal punto di vista storico-architettonico che sociale, il quartiere ed i molti suoi edifici allora abbandonati (molti dei servizi e delle associazioni ora esistenti nacquero infatti grazie a questo piano). Le nuove ondate migratorie del Duemila, le quali modificarono e ripopolarono il quartiere, hanno evidenziato la necessità di un nuovo Piano di Recupero del Quartiere Carmine, istituito nel 2001 e ampliato nel 2005 e 2007, per riproporre ed ampliare gli obiettivi del piano del 1978 . Molti edifici degradati sono stati monitorati e recuperati, sono stati concessi maggiori incentivi ai privati per le ristrutturazioni e, accanto alla riqualificazione degli spazi pubblici, sono stati inseriti nuovi servizi per migliorare la vita della comunità, nonostante quella "storica" si fosse già trasferita in periferia.

## Il Carmine oggi
Ad oggi, la presenza dell'università e le varie realtà aggregative e culturali attive nella zona hanno dimostrato che il recupero socio-edilizio si è in parte realizzato, trasformando le attività e i residenti del quartiere. L'immigrazione, fenomeno che da sempre ha caratterizzato il quartiere, ha infatti negli anni ripopolato il Carmine di nuove famiglie e imprese commerciali. Il Carmine, infatti, secondo la descrizione riportata dal Progetto Koinè per l'integrazione degli immigrati nella società locale e nell'impresa (2006): "Pù che un quartiere residenziale è sempre stato un quartiere di facile entrata e uscita, che ha ospitato biografie molto marginali e complesse, ma ha sempre avuto una convivenza estremamente facile tra povertà e solidarietà. L'ospitalità è una sua vocazione: dapprima erano le prostitute; poi il fenomeno dei transessuali; l'immigrazione del sud; l'immigrazione dal Terzo mondo. L'inedito non è poi così un inedito, ma il rifarsi di una vocazione propria del quartiere". I problemi sembrano ora essere altri: la cosiddetta movida e la difficile convivenza tra residenti, commercianti e frequentatori (soprattutto notturni). Il comune di Brescia ha per questo motivo lanciato nel 2023 un nuovo progetto, "Carmine, un quartiere da condiVivere", per affrontare i comportamenti inappropriati e creare un modello di gestione, prevenzione e contrasto dei disturbi della quiete notturna. Obiettivi complessi per un'area complessa dove coabitano soggetti e realtà differenti, ognuna delle quali con proprie esigenze e diritti.
Seppur oggi il quartiere non sia più dunque il centro economico ed artigianale di un tempo, esso ha saputo negli anni modificarsi ed adattarsi mantenendo quella vivacità popolare e alternativa tipica del suo passato come dimostrano le molteplici iniziative degli ultimi anni. Ne sono da esempio anche i diversi enti associativi come le molte osterie e locali che popolano la zona i quali, tuttavia, seppur costituiscano positivi centri di ritrovo e socialità soprattutto giovanile, sono divenuti parte del problema della gestione notturna del Carmine. Ancora una volta, tuttavia, il quartiere ha ritrovato nell'autogestione il proprio modus operandi. Grazie ad associazioni culturali come Carminiamo, la quale riunisce membri delle diverse realtà del quartiere, e altri enti locali e comunali come l'ANPI, vengono infatti annualmente proposte iniziative di vario genere per coinvolgere l'intera comunità multietnica della contrada. Queste associazioni, autonome e rispettose, si occupano soprattutto di interagire con le istituzioni comunali e i residenti per organizzare le attività e gestire il quartiere in modo consapevole. Tra i progetti annuali organizzati in Carmine troviamo:
- Festa dell'Europa: intorno al 9 maggio, in occasione della Giornata dell'Europa, vengono proposti, oltre a momenti di musica e svago, incontri culturali riguardanti tematiche di storia e di politica europea.
- Festa del quartiere Carmine: svoltasi generalmente nelle prime settimane di giugno ed organizzata per promuovere opportunità di incontro e generare legami tra i residenti del quartiere. Solitamente in quest'occasione viene organizzato anche il cosiddetto svuota cantine, ovvero un mercatino del riuso e riciclo tra le vie del Carmine dov'è possibile vendere e/o comprare vestiti, oggetti o libri[44].
- Festa della Liberazione: tenutasi ogni 25 aprile nelle vie del quartiere con musica, cibo ed il corteo cittadino sino a piazza Loggia per le celebrazioni istituzionali.
- Festa della Resistenza: organizzata nel cortile della Scuola elementare Calini al termine dell'anno scolastico e aperta alla cittadinanza con stand gastronomici e musica.
- Festa della musica: organizzata, sia in Carmine che in altre zone della città, nel mese di giugno da Musica in Comune con il supporto dallo Sportello per la musica del Comune di Brescia per promuovere un'intera giornata di musica e socialità.[45].

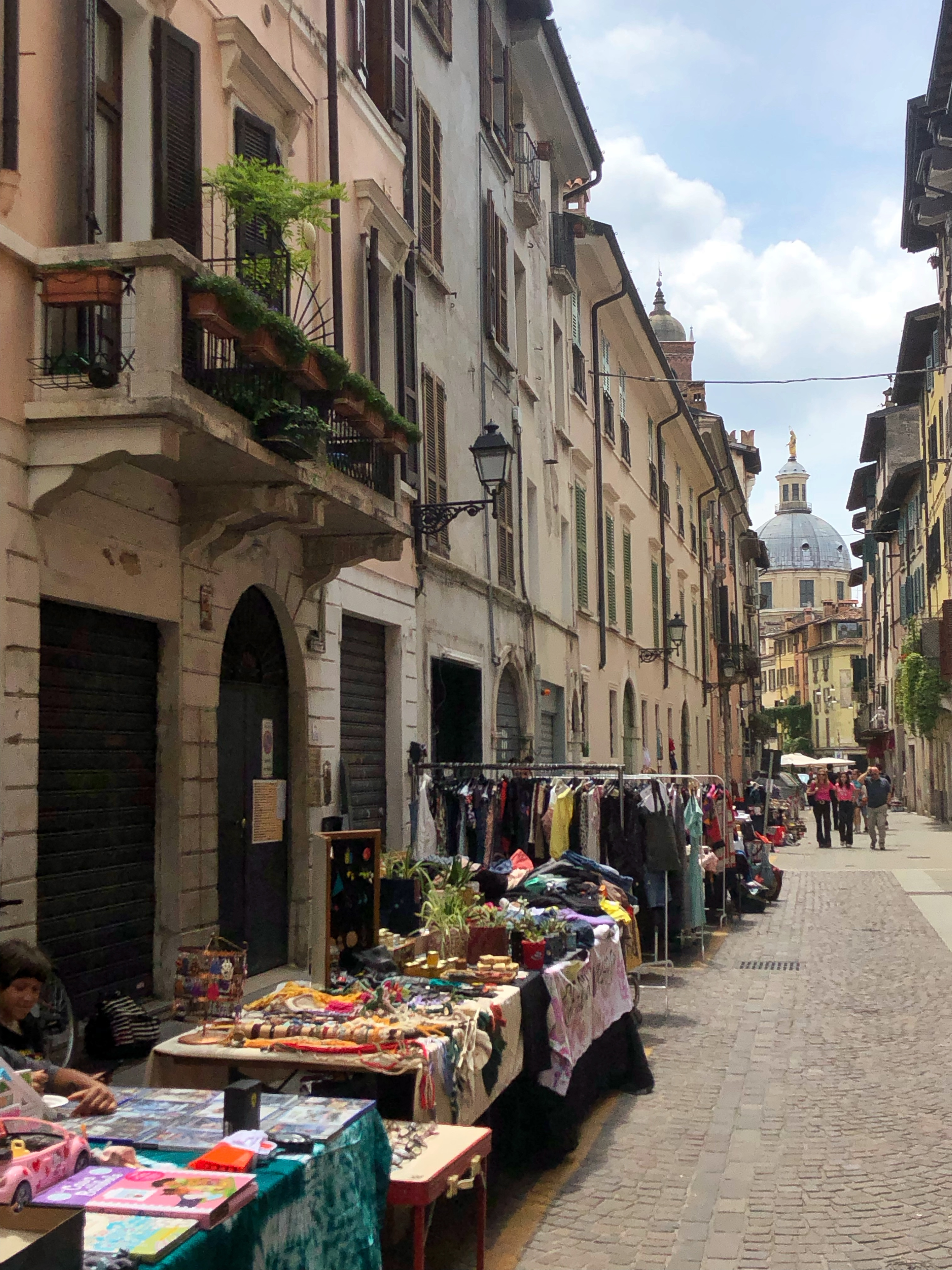
L'evento Svuota cantine prima della festa del quartiere in Carmine.

## Siti d’interesse religioso, storico e socioculturale
Oltre agli antichi luoghi d’interesse storico-religioso, come la Chiesa di Santa Maria del Carmine o quella di San Faustino Maggiore, il Carmine si contraddistingue da tempo per la presenza di numerosi spazi politici, culturali ed associativi i quali arricchiscono, con le proprie poliedriche iniziative non solo di svago e socialità ma anche di supporto e di cittadinanza attiva, il quartiere.
Seguendo in parte il dettagliato itinerario indicato nella guida: “Brescia città museo”, creata nel 2015 dalla Commissione Attività Promozionali della IX Circoscrizione insieme all’Associazione Culturale “Artes”, è possibile suddividere le differenti realtà sociali e luoghi del quartiere in categorie:

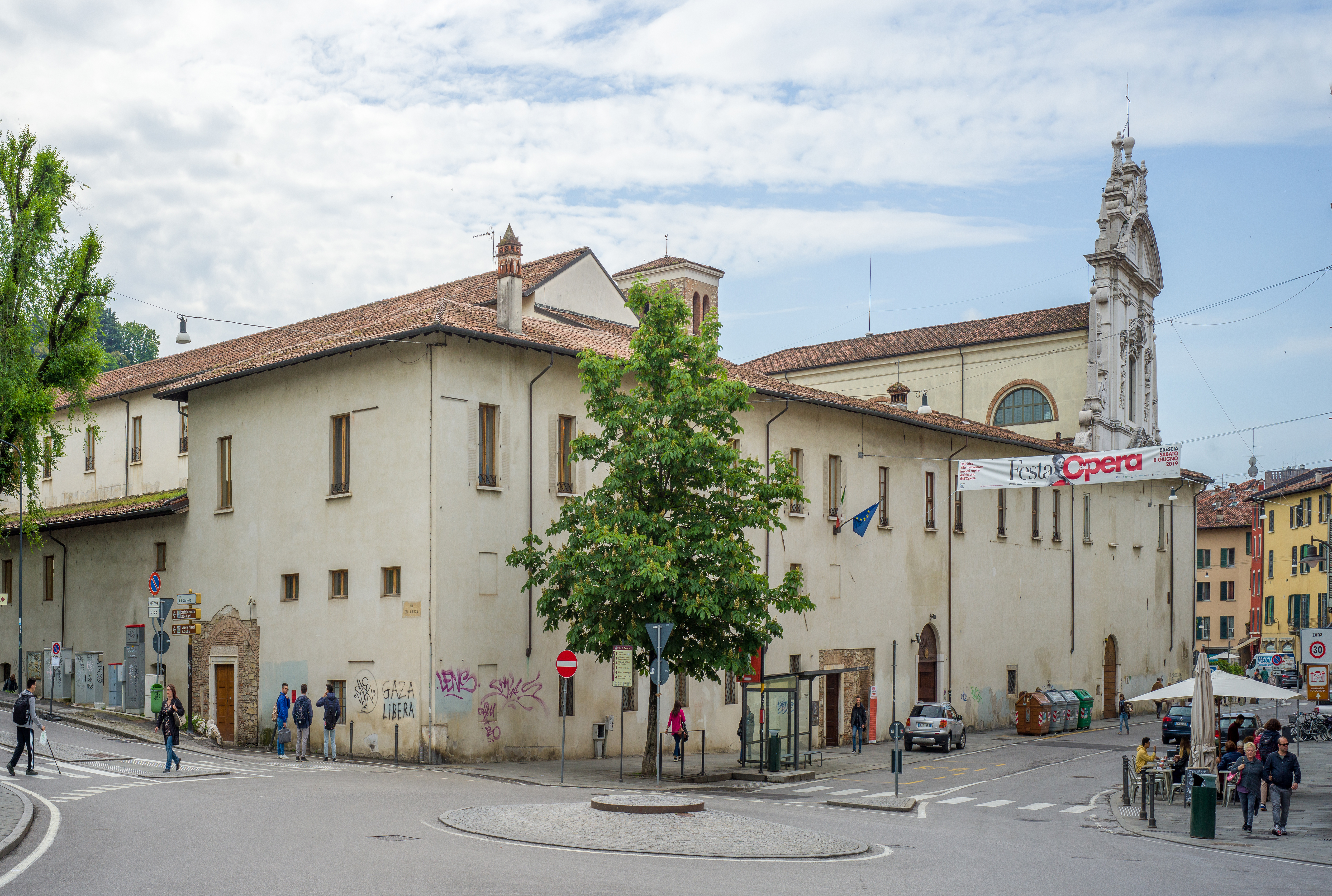
La chiesa di San Faustino Maggiore, accanto al proprio ex monastero, all'angolo tra via San Faustino e via della Rocca.

Tra le chiese officiate del Carmine, ricche di patrimoni storico-artistici e culturali notevoli, troviamo la:
- Chiesa di San Faustino Maggiore (via San Faustino)
- Chiesa di San Giovanni Evangelista (contrada San Giovanni)
- Chiesa di San Giuseppe (vicolo San Giuseppe)
- Chiesa di Santa Dorotea (via Marsala n.30)
- Chiesa di Santa Maria ad Elisabetta (via Francesco Lana n.18)
- Chiesa di Santa Maria del Carmine (contrada del Carmine)
- Chiesa e santuario di Santa Maria delle Grazie (via delle Grazie nn.13-15)

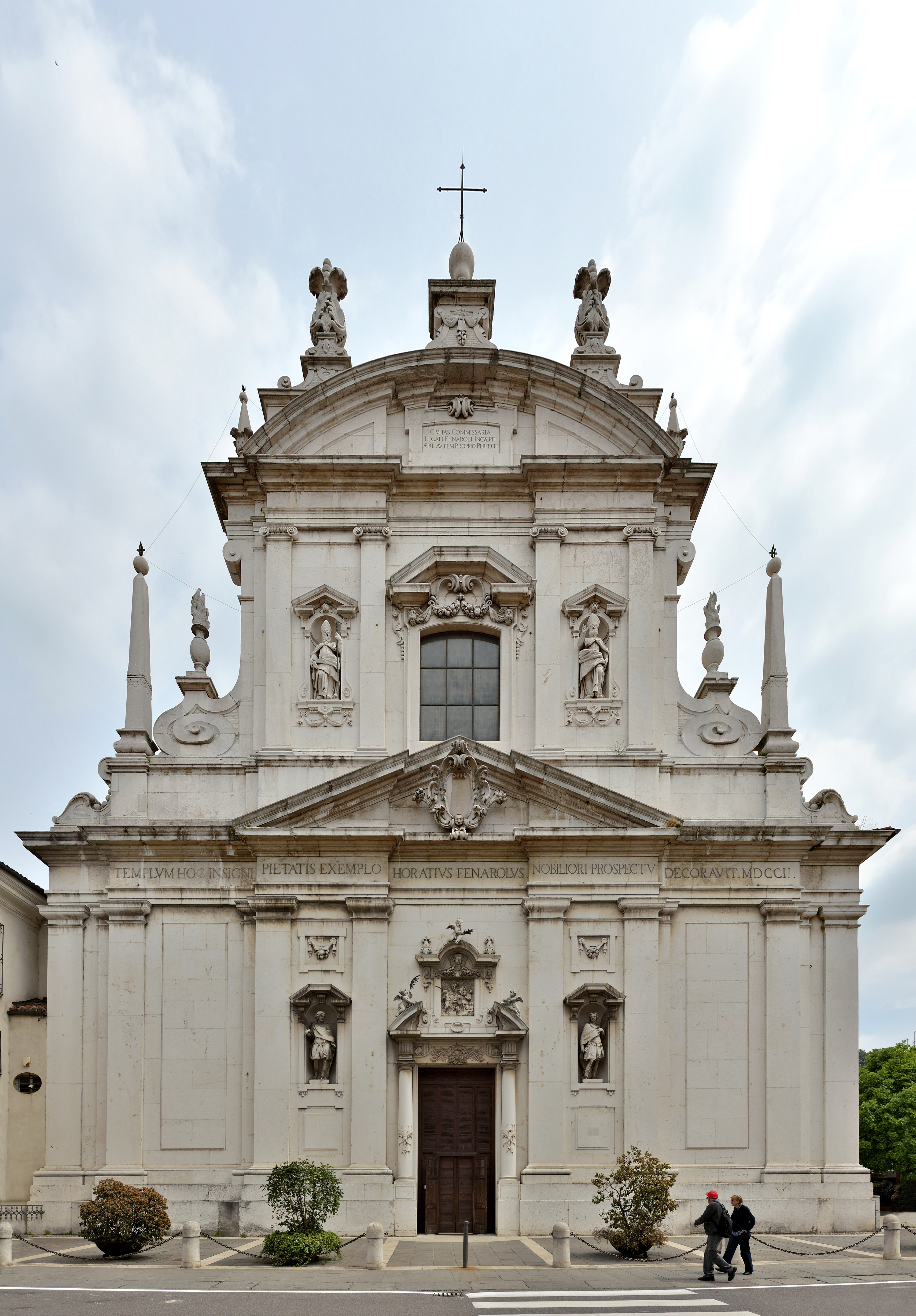
Facciata della chiesa di San Faustino.

Tra le chiese sconsacrate è possibile trovare invece la:
- Chiesa di Santa Chiara (contrada Santa Chiara n.52)
- Chiesa di Santa Francesca Romana (via Federico Odorici n.13-15)
- Chiesa di San Gerolamo dottore (via delle Grazie n.35)
- Chiesa di San Giacomo (via San Faustino)
- Chiesa di Santi Giacomo e Filippo, ora sede di esposizioni curate e/o ospitate dall’Associazione C.AR.M.E[47] (via delle Battaglie n.61)
- Chiesa di San Giorgio (piazzetta San Giorgio)
- Chiesa di Santa Maria (contrada Santa Chiara)
- Chiesa di Santa Maria della Neve (via delle Battaglie n.36)
- Chiesa di San Mattia (via delle Grazie n.9)
- Chiesa di San Rocco (via Elia Capriolo n.33)
- Chiesa di San Tommaso (via Pulusella)

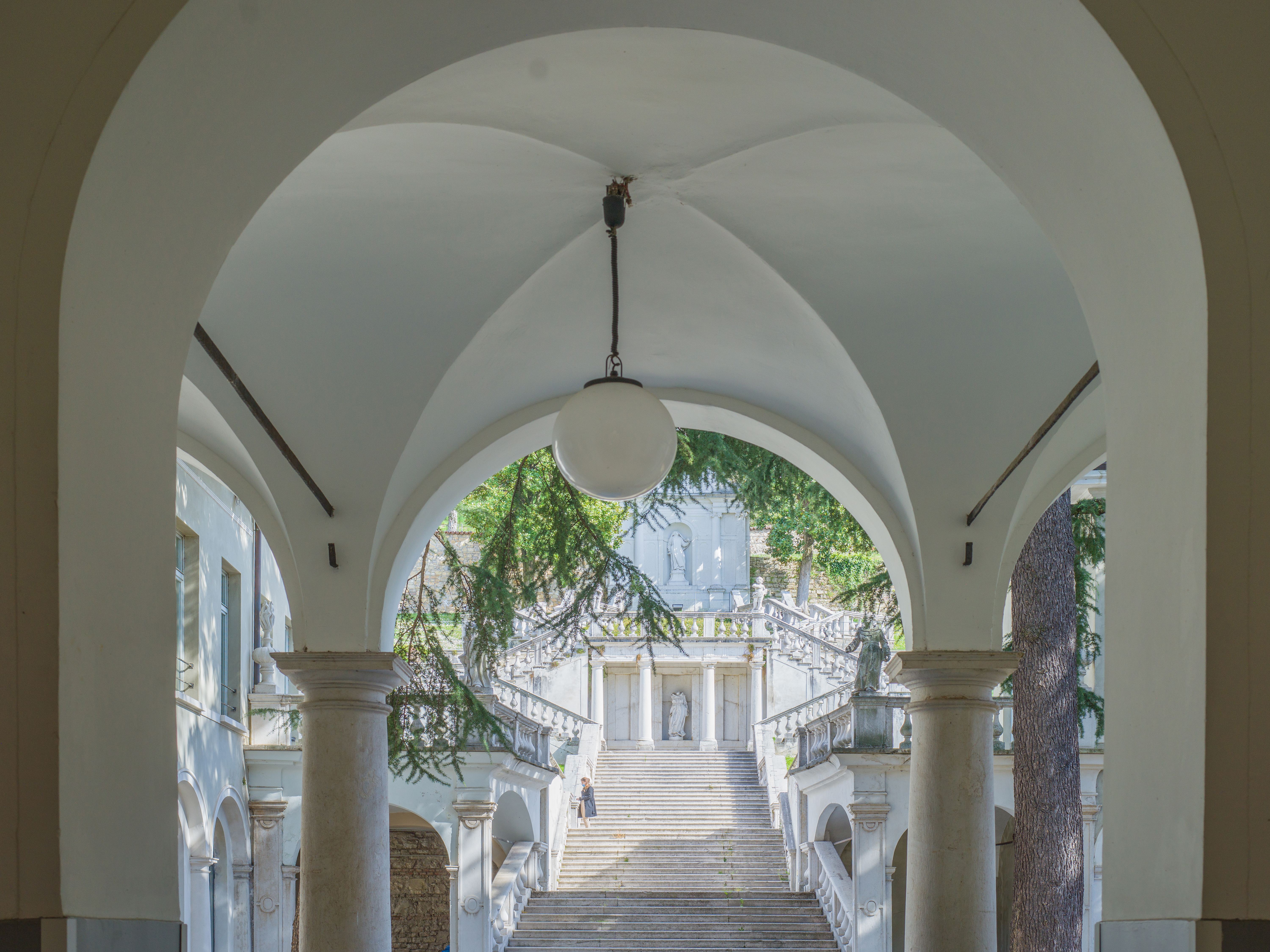
Ex convento di Santa Chiara ora sede della facoltà di Economia dell'Università di Brescia.

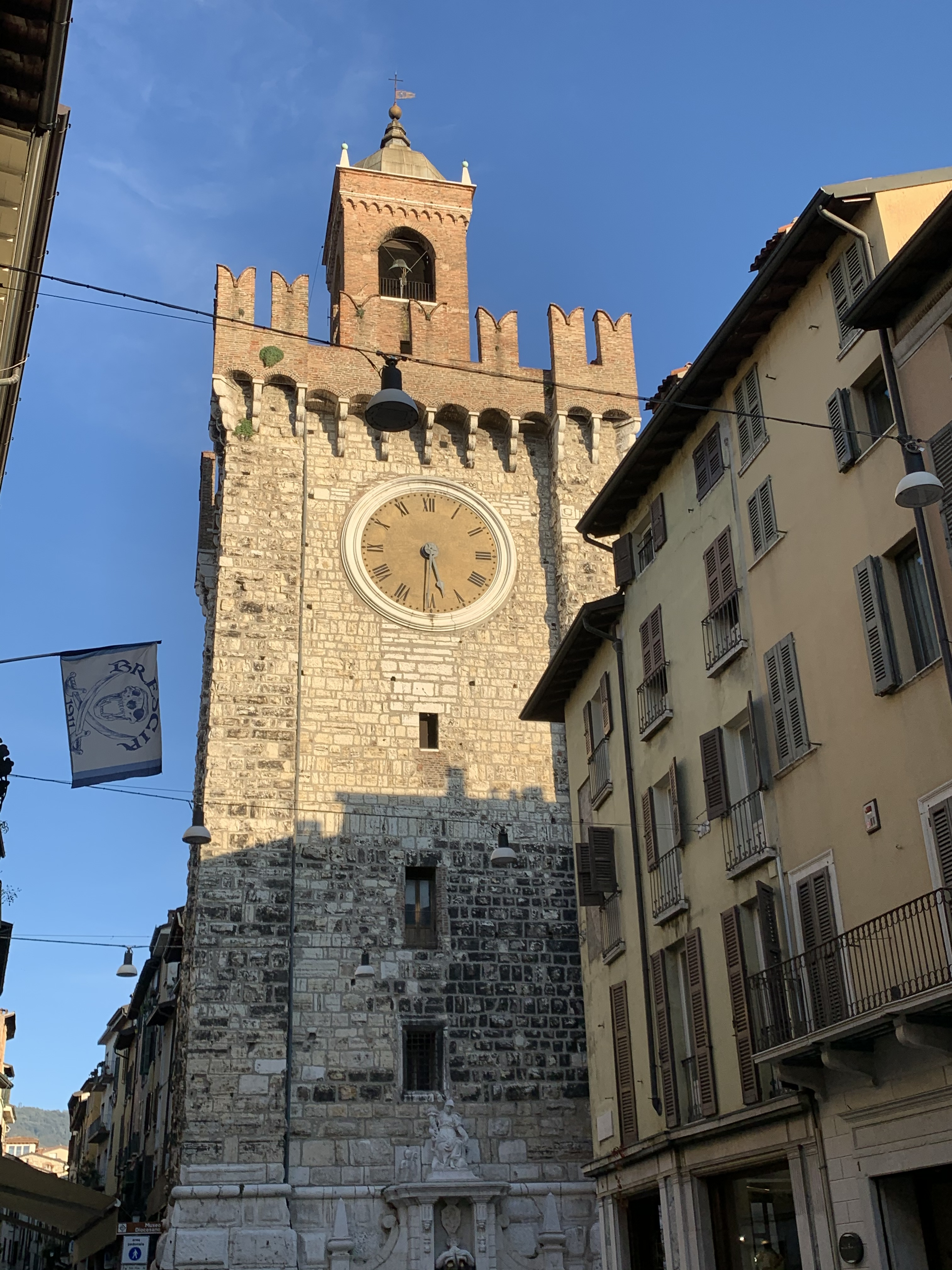
La torre della Pallata vista da corso Garibaldi.

I complessi conventuali nella zona sono il:
- Convento di Santa Caterina (contrada Santa Caterina nn.4-6)
- Convento di Santa Chiara, ora sede del Dipartimento di Economia dell'Università di Brescia (contrada Santa Chiara n.50)
- Convento di San Cristoforo (contrada del Carmine n.28)
- Convento di San Faustino Maggiore, ora sede del Dipartimento di Economia dell'Università di Brescia (via San Faustino)
- Convento di Santa Francesca Romana (via Federico Odorici n.11-15)
- Convento di San Gerolamo (via delle Grazie n.33/c)
- Convento di San Giuseppe (vicolo San Giuseppe n.5)

Il Carmine è inoltre ricco di altri luoghi storici e di numerose realtà associative e culturali tra le quali troviamo:
- ANPI sezione Caduti di piazza Rovetta (via Porta Pile n.19/F)[48]
- Associazione culturale C.AR.M.E (via delle Battaglie n.61/1)[47]
- Associazione Diritti per Tutti (via delle Battaglie n.29)[49]
- Associazione "Il parco di Piero ODV" e Cibo per Tutti (via Odorici)[50]
- Biblioteca di Economia e Giurisprudenza (vicolo dell'anguilla n.8)[51]
- Bunkervik: il rifugio delle idee (via Federico Odorici n.6B)[52]
- Castelletto dei dazi (via Silvio Pellico)
- Centro letterario ULISSE Umberto Stefani (via Borgondio n.22)[53]
- Centro diurno Odorici (via Odorici n. 2)
- Circolo Anarchico (via Federico Borgondio n.6)[54]
- Cinema Nuovo Eden (via Nino Bixio n.9)[55]
- Croce Bianca di Brescia (via Fratelli Bandiera n. 22)[56]
- Curt dei Pulì (corso Goffredo Mameli n.22/A)[57]
- Ex casa Balilla, ora Scuola Elementare Muzio Calini (via Nino Bixio n.9)
- Gruppo de Noalter (via Nino Bixio n.6a)[58]
- Mostasù de le Cossere (corso Goffredo Mameli)
- Museo Diocesano (via Gasparo da Salò n.13)[59]
- Museo Nazionale della fotografia (contrada del Carmine n.2F)[60]
- Palazzo degli Uffici Finanziari (via Marsala nn.25-29)
- Palazzo delle Mercanzie (corso Goffredo Mameli, n.27)
- Parco Piero Morari (via Odorici)
- Teatro Santa Chiara (via Santa Chiara n.50)[61]
- Torre della Pallata (Goffredo Mameli)
- Università degli Studi di Brescia, Scuola di Economia situata nell’ex monastero di Santa Chiara (via San Faustino n.74b e contrada Santa Chiara n.50)[62]

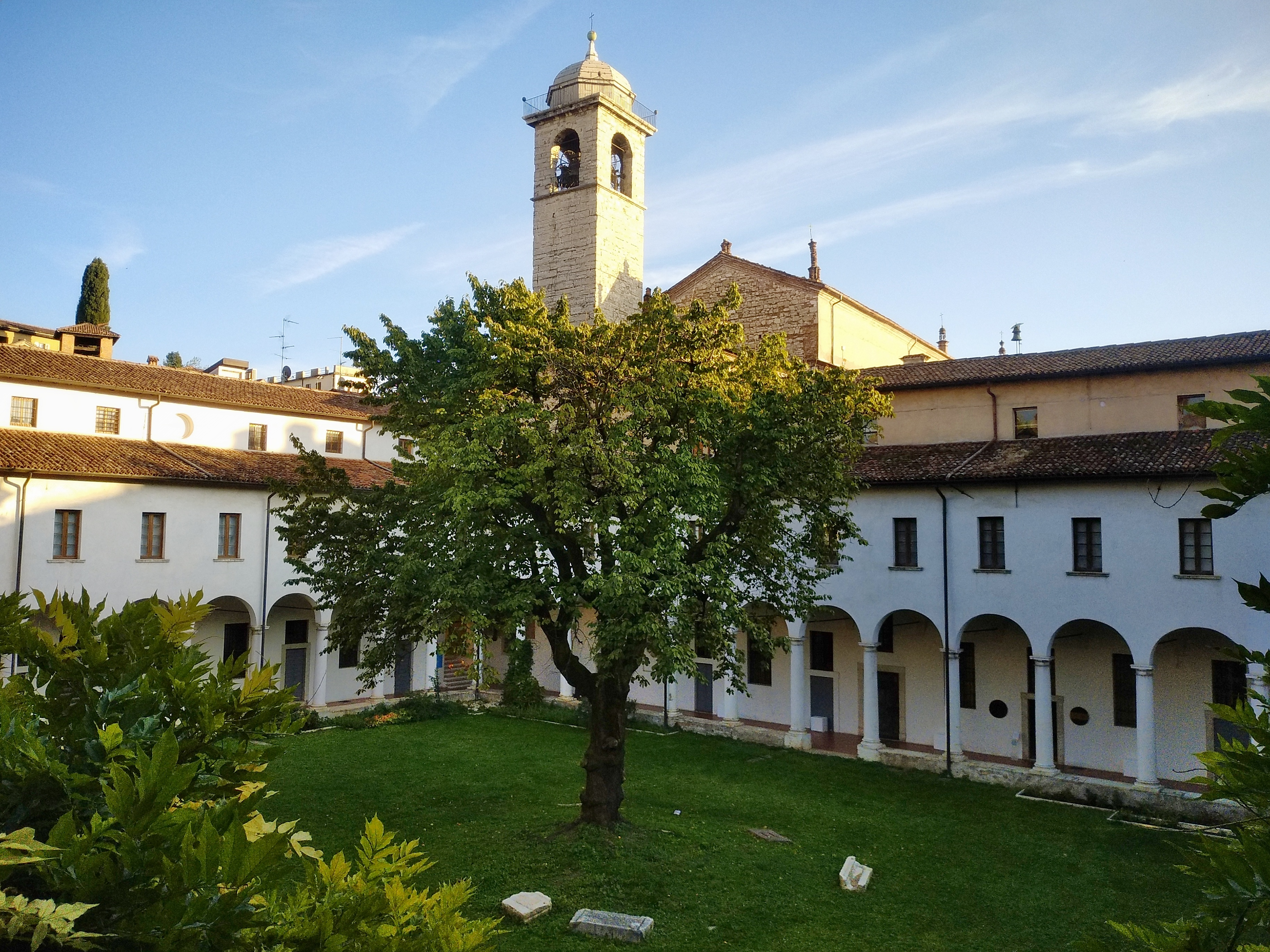
Il Museo Diocesano in via Gasparo da Salò.

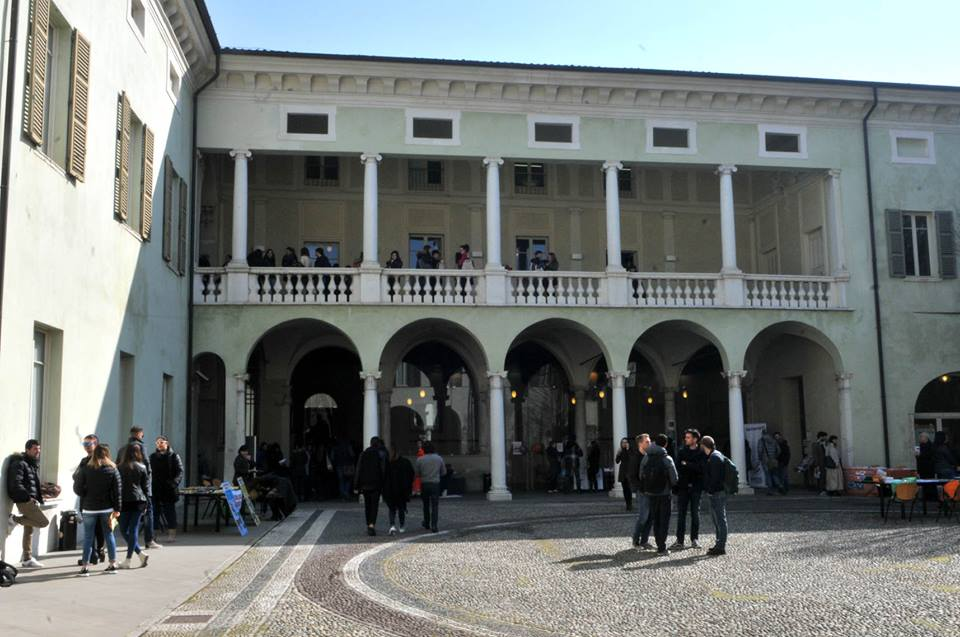
La facoltà di Giurisprudenza.

- Università degli Studi di Brescia, Scuola di Giurisprudenza situata nel palazzo Calini ai Fiumi ed in quello delle Mercanzie (via San Faustino n.41 e corso Mameli n.27)[63]

## Collegamenti e trasporti

Mappa delle fermate della metropolitana di Brescia attiva dal 2013.

Il quartiere è collegato all’hinterland cittadino grazie alla fermata San Faustino della metro di Brescia inaugurata nel 2013 (strutturata lungo 13,7 km per 17 fermate). Il Carmine, inoltre, oltre ad essere servito della linea 18 (Piazzale Beccaria-Bornata), la quale passa nello specifico in via San Faustino, via Capriolo e contrada del Carmine, è facilmente connesso alle linee 2 (Pendolina-Chiesanuova), 7 (Caino-Roncadelle), 11, (Collebeato-Botticino), 13 (Gussago-Poliambulanza), 15 (Mompiano-Noce) e 17 (Costalunga-Castel Mella) della rete di trasporti urbani[1]. Oltre alla fermata della metropolitana e delle linee degli autobus, in via San Faustino, via Nino Bixio, piazzale Rovetta e piazzetta Pallata è possibile usufruire, come in molte altre zone della città, del servizio di bike sharing: "Bici mia".

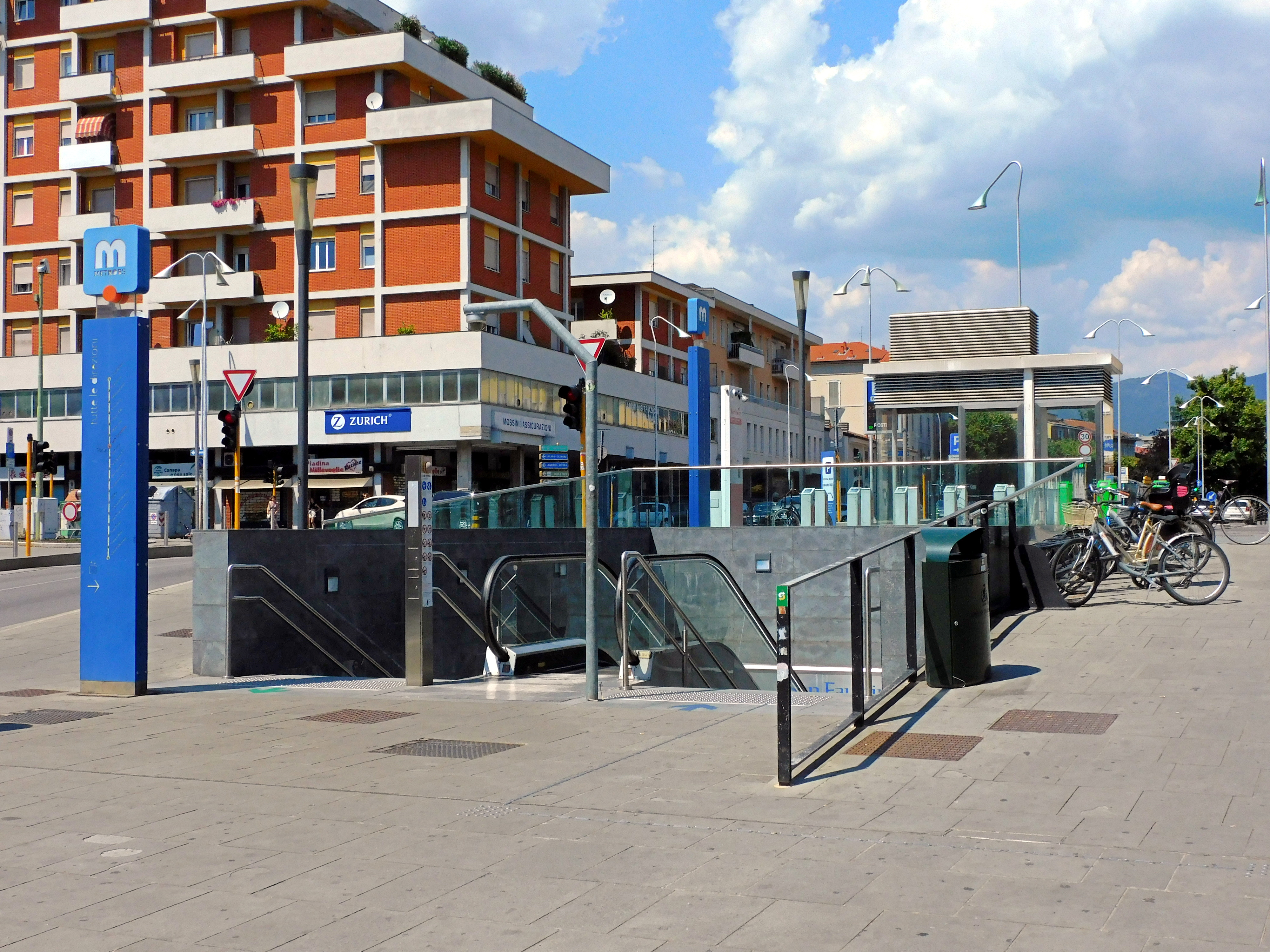
Ingresso della stazione della metro di San Faustino a Brescia.

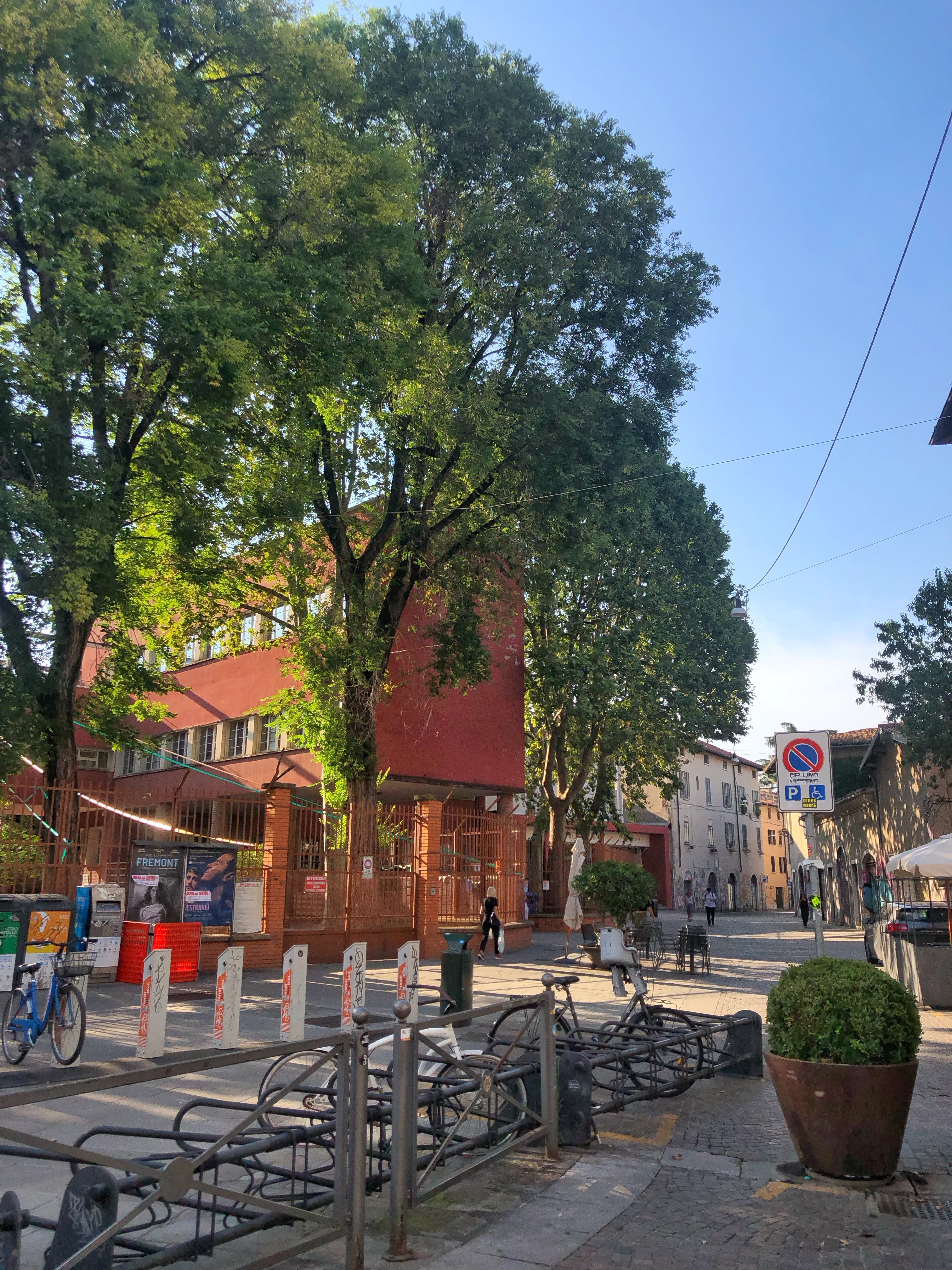
Piazzetta tra via Nino Bixio e via delle Battaglie in Carmine dov'è possibile usufruire del servizio Bici Mia.